# Bob Nardella
Robert John Nardella (Melrose Park, 30 gennaio 1968) è un allenatore di hockey su ghiaccio ed ex hockeista su ghiaccio statunitense naturalizzato italiano, di ruolo difensore.

## Carriera

### Giocatore

#### Club
Nardella, nella sua lunga carriera, giocò in diverse leghe minori nordamericane, in Italia ed in Germania, oltre ad alcune brevi esperienze in un campionato di hockey in-line nordamericano, il "Roller Hockey International".
Da giovane militò nel campionato NCAA con la Ferris State University (dal 1988 al 1991), prima di approdare in Italia, voluto dall'HC Alta Badia, squadra che all'epoca militava in serie B. Con 105 punti in 45 incontri si mise talmente in luce da essere richiesto dall'allenatore dell'Alleghe HC, Paul Theriault.
Con le civette vinse subito, nel 1992-93, l'Alpenliga (mentre il campionato venne chiuso al terzo posto). Nel 1993-94 la squadra fu estromessa dai play-off già ai quarti. Le tensioni con la dirigenza si acuirono, e Nardella fece ritorno a Chicago, prima nell'hockey in-line (Chicago Cheetahs, 22 incontri nella stagione 1993-94), poi di nuovo nell'hockey su ghiaccio, coi Chicago Wolves, all'epoca appartenente alla IHL.
Nel 1995-96 tornò di nuovo in Italia, questa volta al Milano 24, dove rimase una sola stagione prima di passare agli Adler Mannheim in Germania, con cui si aggiudicò il titolo.
Nel 1997 fece ritorno ai Chicago Wolves, con cui disputò cinque stagioni consecutive e parte di una sesta (le prime quattro in IHL, le altre due - dopo la scomparsa di questa lega, in AHL), durante le quali si aggiudicò due Turner Cup (il titolo della IHL, 1998 e 2000) ed una Calder Cup (il titolo della AHL, 2002).
A metà stagione 2002-03, Nardella lasciò Chicago prima per i Quad City Mallards in UHL (2 incontri), poi per il suo ultimo ritorno in Italia, ancora a Milano, ai Vipers. I rossoblu vinsero lo Scudetto e la Coppa Italia (avevano anche vinto la Supercoppa, ma prima del suo arrivo).
Nelle tre successive stagioni, le ultime due prima del ritiro inframmezzate da una stagione di stop, si divise tra Rockford Icehogs (UHL) e Chicago Wolves, dove chiuse la carriera nel 2006. lves.

#### Nazionale
Nardella esordì nella Nazionale italiana nel 1995, ai Mondiali. Da allora entrò stabilmente a fare parte del club azzurro: giocò i mondiali 1995, 1996 e 1997, ed i giochi olimpici del 1998 e 2006 (dove, con i suoi 38 anni, era il terzo atleta più anziano dell'intera spedizione, dopo il Nazionale di curling Fabio Alverà e l'altro hockeista Lucio Topatigh).

### Allenatore
Dopo aver allenato a livello giovanile, nel 2014 è divenuto parte dello staff dei Chicago Wolves in American Hockey League, dapprima come skill coach, poi come assistente allenatore part-time e quindi, dal 2017, come assistente allenatore; nel giugno 2013 è stato promosso head coach.

## Palmarès

### Giocatore
- Alpenliga: 1

Alleghe: 1992-1993
- Campionato italiano: 1

Milano Vipers: 2002-2003
- Calder Cup: 1

Chicago Wolves: 2001-2002
- Coppa Italia: 1

Milano Vipers: 2002-2003
- Campionato tedesco: 1

Adler Mannheim: 1996-1997
- Turner Cup: 2

Chicago Wolves: 1997-1998, 1999-2000

### Allenatore
- Calder Cup: 1

Chicago Wolves: 2021-2022